# Назаров, Аристарх Андреевич
Аристарх Андреевич Назаров (1860 — после 1917) — народный учитель, член IV Государственной думы от области войска Донского.

## Биография
Сын казака станицы Константиновской, личный почетный гражданин.
По окончании Новочеркасской учительской семинарии в 1881 году начал преподавать в Орловской народной школе. Был народным учителем в течение 18 лет. С 1898 года состоял частным поверенным при съезде мировых судей 1-го Донского округа. В 1909 году был председателем комиссии войскового совещательного собрания Донского войска, а в 1910 году избран членом войскового земельного совета, в каковой должности состоял до избрания в Государственную думу. Принимал деятельное участие в открытии Константиновского реального училища, потребительского магазина и в других общественных делах станицы. Состоял церковным старостой, директором тюрьмы и блюстителем Константиновского приходского училища. Был домовладельцем, также владел кирпичным заводом.
В 1912 году был избран членом Государственной думы от Донской области. Входил во фракцию кадетов и Прогрессивный блок. Состоял членом комиссий: бюджетной, продовольственной, финансовой, о торговле и промышленности, по народному образованию, по делам православной церкви, а также по исполнению государственной росписи доходов и расходов.
После Февральской революции прибыл в Таганрог, где был восторженно принят горожанами. На собрании уполномоченных призвал граждан «к усиленному труду на благо обновленной Родины». Затем участвовал в Съезде донских казаков в Петрограде.
Судьба после 1917 года неизвестна. Был женат.